# Linda Bartošová
Linda Bartošová (* 4. května 1993 Vysoké Mýto) je česká novinářka, reportérka a moderátorka.

## Život a kariéra
Narodila se ve Vysokém Mýtě a vyrůstala v obci Vraclav. Základní školu vychodila ve Vysokém Mýtě. Od roku 2008 pokračovala ve studiu na Anglickém gymnáziu v Pardubicích, které v roce 2012 zakončila maturitní zkouškou. Ještě v období studia na gymnáziu byla na stáži v Pardubickém deníku. Následně vystudovala obor žurnalistika na Fakultě sociálních věd Univerzity Karlovy v Praze, kde získala titul Mgr. Jako držitelka dílčího titulu Česká Miss World v rámci České Miss 2012 reprezentovala Česko na Miss World v čínském Ordosu.
V letech 2013 až 2022 pracovala v České televizi, kde byla reportérkou zahraniční redakce a moderátorkou kontinuálního vysílání ČT24. Mezi roky 2020 a 2021 uváděla hlavní zpravodajskou relaci Události a Události, komentáře. Moderovala také pořady Interview ČT24 nebo Horizont ČT24. Od ledna 2022 trávila půlroční volno, s potřebou pracovního odpočinku. Po jeho skončení se v červenci téhož roku rozhodla odejít z České televize definitivně. Později uvedla, že prožila syndrom vyhoření.
V listopadu 2022 začala nahrávat podcastovou sérii Krása pro Český rozhlas Radio Wave se záměrem nabourat stereotypy spojené s ženským vzhledem. Spolu se Světlanou Witowskou se od 15. února 2023 věnovala moderování videorozhovorů s osobnostmi v pořadu Spotlight na Aktuálně.cz. V listopadu téhož však pořad opustila. Na podzim 2024 navázala podcastovým cyklem Slast, který se věnoval ženské sexualitě, jejím tabu a proměnám ve společnosti. Na začátku roku 2025 spustila s novinářkami Hanou Řičicovou a Anetou Martínkovou feministický podcast Sirény.
V březnu 2022 jí vyšla kniha rozhovorů Novinářky s ženami, které pracují v žurnalistickém prostředí. V roce 2025 vydala druhou knihu Jako by mě opustila všechna síla: Rozhovory o duševním zdraví. V ní rozebrala psychické potíže typu deprese, úzkosti a vyhoření prostřednictvím rozhovorů s osobnostmi – například hercem Josefem Trojanem, fotbalistou Lukášem Pokorným či influencerkou Sophií Šarlak.
Věnuje se genderovým otázkám a psychickému zdraví, což se odrazilo v magisterském studiu Genderových studií na Fakultě humanitních studií Univerzity Karlovy, kde si za téma diplomové práce zvolila feminismus v díle francouzské spisovatelky a režisérky Virginie Despentesové.
Hovoří anglicky a francouzsky. Identifikovala se jako feministka. Žije v Praze. Po čtyřletém vztahu se v červenci 2023 provdala za ligového fotbalistu a rappera Tomáše Kučeru.